# Vía Colectora Guayllabamba-Santa Rosa de Cusubamba
La Vía Colectora Guayllabamba-Santa Rosa de Cusubamba (E283) es una vía secundaria de sentido este-oeste ubicada en la Provincia de Pichincha al este de la ciudad capital de Quito.  Esta colectora, de aproximadamente 6.25 kilómetros de longitud, conecta a la Vía Colectora Quito-Cayambe (E28B) con la Troncal de la Sierra (E35). La vía tiene una pronunciada pendiente pues se extiende en dirección paralela a la pendiente de los flancos occidentales de la Cordillera Oriental de los Andes hasta 2013 la E-35 abandona Santa Rosa de Cusubamba-Pifo y se traslada a la nueva perimetral y las vías colectoras Santa Rosa de Cusubamba y Quito-Cayambe en línea verde se pasa a la nueva E-35 en línea azul formará parte de la Carretera Panamericana desde 2013. 

## Concesiones
Esta colectora en toda su extensión esta concesionada a la empresa privada Panavial. Por consiguiente, es necesario realizar pago de peajes a lo largo de su trayecto. 

## Estaciones de Peaje
Esta colectora no tiene en sí peajes dentro de su extensión sino que el pago para conducir por su trayecto se realiza en las estaciones ubicadas cerca de su término occidental en la Vía Colectora Quito-Cayambe (E28B) en Guayllabamba y de su término oriental en Troncal de la Sierra (E35) en Santa Rosa de Cusubamba.
- Datos: Q2444783